# Eric Krieger
Eric Krieger (* 6. März 1975 in Wien) ist ein ehemaliger österreichischer Judoka. Er belegte bei den Olympischen Sommerspielen 1996 den 9. Rang im Schwergewicht.

## Biografie
Bereits 1994 sorgte der großgewachsene Kämpfer für Furore, als er beim Weltcupturnier in Leonding den dritten Rang erreichte. Im selben Jahr belegte er ebenfalls den dritten Rang bei den Juniorenweltmeisterschaften. Ein Jahr später folgte der erste österreichische Meistertitel, für den Judoclub Vienna Samurai. Diesem Titel folgten noch 7 weitere für den JC Wimpassing. Sein großes Ziel, eine Medaille bei den Olympischen Spielen, schaffte er auf Grund einer Verletzung nicht, welche er sich bei einem Vorbereitungsturnier zu den Spielen zugezogen hatte. Er konnte zwar starten und schaffte mit Rang 9 die beste Platzierung eines österreichischen Judoka. In den nächsten Jahren startete er bei weiteren Turnieren, er legte jedoch mehr Wert auf seine berufliche Karriere und absolvierte seine Ausbildung zum Physiotherapeuten und Osteopath.

## Erfolge
- 1. Rang Mannschaftseuropacup mit Abensberg im Schwergewicht 1997
- 1. Rang Junioreneuropameisterschaft Schwergewicht 1995
- 1. Rang Militärweltspiele Schwergewicht 1995
- 2. Rang Weltcupturnier Leonding Schwergewicht 1995
- 2. Rang Weltcupturnier Leonding Schwergewicht 1998
- 2. Rang Weltcupturnier Rom Schwergewicht 1995
- 3. Rang Junioreneuropameisterschaft Schwergewicht 1993
- 3. Rang Junioreneuropameisterschaft Schwergewicht 1994
- 3. Rang Juniorenweltmeisterschaft Schwergewicht 1994
- 3. Rang Militärweltmeisterschaften Schwergewicht 1997
- 3. Rang Militärmannschaftsweltmeisterschaften im Schwergewicht 1997
- 3. Rang Weltcupturnier Leonding Schwergewicht 1993
- 3. Rang Weltcupturnier Basel Schwergewicht 1995
- 3. Rang Weltcupturnier Rom Schwergewicht 1997
- 3. Rang Weltcupturnier Basel Schwergewicht 1997
- 3. Rang Weltcupturnier Paris Schwergewicht 2000
- 9. Rang Olympische Spiele Schwergewicht 1996

- 8-facher österreichischer Meister (Allgemeineklasse) Schwergewicht[3]

## Mannschaftsmeisterschaft
Gemeinsam mit seiner Mannschaft vom Judoclub Vienna Samurai belegte er 1994 den 2. Platz in der Staatsliga A. 1995 erreichte das Team das Viertel-Finale im Europacup. Zusammen mit dem JC Wimpassing belegte er 2001 den 5. Platz in der Judo Bundesliga.